# Modelia
Modelia là một chi ốc biển, động vật thân mềm chân bụng sống ở biển trong họ Turbinidae.

## Các loài
Các loài trong chi Modelia gồm có:
- Modelia granosa (Martyn, 1784)

Loài đưa vào đồng nghĩa
- Modelia guttata A. Adams, 1863: synonym of Bolma guttata (A. Adams, 1863)